# Spazio colore Lab

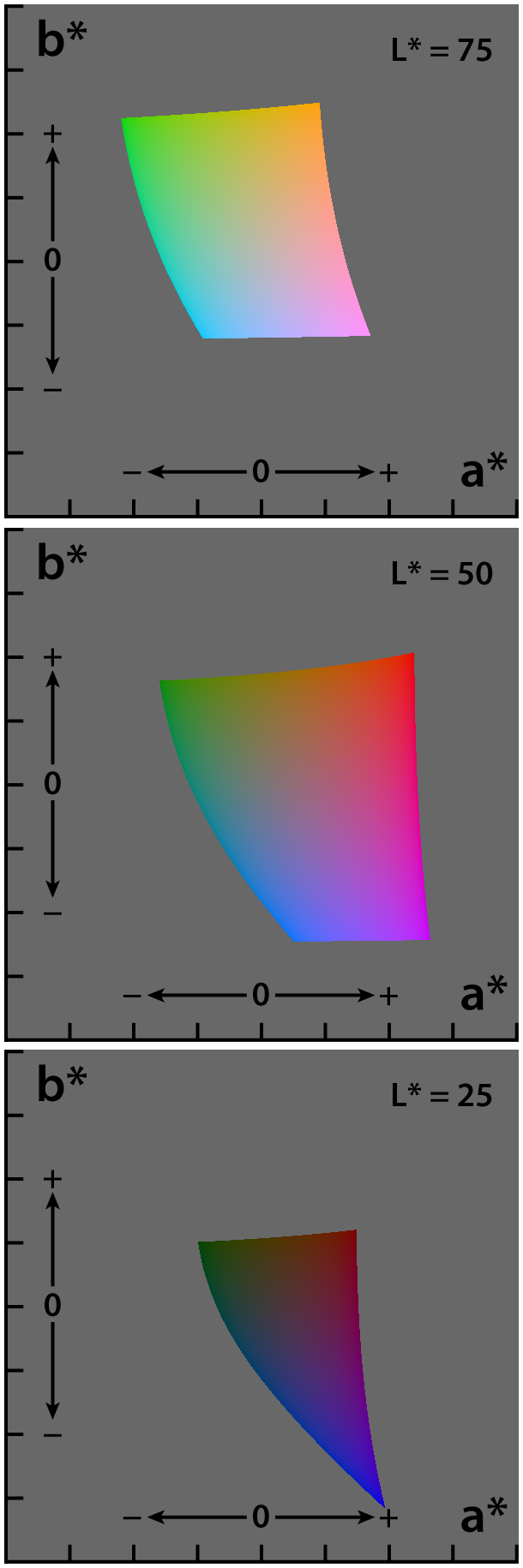
Lab

Lo Spazio colore Lab o CIELAB o CIE 1976 (L*, a*, b*) è uno spazio colore-opponente con la dimensione L per la luminosità e a e b per le dimensioni colore-opponente, basato sulle coordinate dello spazio colore non lineare compresso CIE XYZ.
Le coordinate di Hunter 1948 sono quindi L, a e b.
La luminosità è calcolata usando la radice cubica della luminanza relativa.
Lab include tutti i colori percepibili, perciò include completamente i gamut degli spazi colore RGB e CMYK ed è indipendente dal dispositivo che li rappresenta.
Questo spazio colore è usato dal software Adobe Photoshop quando c'è bisogno di una conversione da RGB al CMYK nonché come formato di scambio tra differenti dispositivi.

## Conversioni da CIE XYZ a CIEL*a*b*(CIELAB) e da CIELAB a CIE XYZ

### La trasformazione diretta
{\displaystyle {\begin{aligned}L^{\star }&=116f(Y/Y_{n})-16\\a^{\star }&=500\left[f(X/X_{n})-f(Y/Y_{n})\right]\\b^{\star }&=200\left[f(Y/Y_{n})-f(Z/Z_{n})\right]\end{aligned}}}
Dove, ponendo t=Y/Yn:
{\displaystyle f(t)={\begin{cases}{\sqrt[{3}]{t}}&{\text{se }}t>({\frac {6}{29}})^{3}\\{\frac {1}{3}}\left({\frac {29}{6}}\right)^{2}t+{\frac {4}{29}}&{\text{altrove}}\end{cases}}}
Xn, Yn e Zn sono i valori del tristimolo CIE XYZ che rappresentano il colore bianco (il pedice "n" è un'abbreviazione per "normalizzato").
La divisione di f(t) in due parti è stata decisa per impedire una pendenza infinita in t = 0. f(t) sarà allora lineare sotto valori pari a t = t0. Cioè:
{\displaystyle {\begin{aligned}t_{0}^{1/3}&=at_{0}+b&{\text{ (stesso valore)}}\\{\tfrac {1}{3}}t_{0}^{-2/3}&=a&{\text{ (stessa pendenza)}}\end{aligned}}}
La pendenza è stata scelta perché sia b = 16/116 = 4/29. Le equazioni soprastanti si risolvono per a e t0:
{\displaystyle {\begin{aligned}a&={\tfrac {1}{3}}\delta ^{-2}&=7.787037\ldots \\t_{0}&=\delta ^{3}&=0.008856\ldots \end{aligned}}}
dove δ = 6/29. Notare che la pendenza nel punto è: b = 4/29 = 2δ/3.

### La trasformazione inversa
La trasformazione inversa è semplicemente esprimibile come:
{\displaystyle {\begin{aligned}Y&=Y_{n}f^{-1}\left({\tfrac {1}{116}}\left(L^{*}+16\right)\right)\\X&=X_{n}f^{-1}\left({\tfrac {1}{116}}\left(L^{*}+16\right)+{\tfrac {1}{500}}a^{*}\right)\\Z&=Z_{n}f^{-1}\left({\tfrac {1}{116}}\left(L^{*}+16\right)-{\tfrac {1}{200}}b^{*}\right)\\\end{aligned}}}
dove
{\displaystyle f^{-1}(t)={\begin{cases}t^{3}&{\text{se }}t>{\tfrac {6}{29}}\\3\left({\tfrac {6}{29}}\right)^{2}\left(t-{\tfrac {4}{29}}\right)&{\text{altrove}}\end{cases}}}